# Acanthothecis leucoxanthoides
 (septembre 2024).
Espèce
Statut de conservation UICN

CRB2ab(ii,iii,v); C2a(i); D : 
En danger critique
Acanthothecis leucoxanthoides est une espèce de lichen de la famille des Graphidaceae. Cette espèce est présente aux États-Unis.

## Répartition
Acanthothecis leucoxanthoides est un lichen rare de type "script" que l'on ne retrouve que dans quelques localités du sud-est des États-Unis.
Deux populations distinctes ont été identifiées, en Caroline du Nord et en Géorgie, chacune de ces populations ne comptant que 25 individus chacune.

## Habitat
L'espèce se développe sur l'écorce de feuillus, principalement dans des pleines marécageuses.